# Mariette Hartley
Pour les articles homonymes, voir Hartley.
Mary Loretta Hartley, dite Mariette Hartley, est une actrice américaine née le 21 juin 1940 à Weston, Connecticut (États-Unis).

## Biographie
Elle souffre d’un trouble bipolaire, ce qui ne l'empêche pas de faire une brillante carrière[réf. nécessaire].

## Filmographie

### Cinéma
- 1962 : Coups de feu dans la Sierra (Ride the High Country) : Elsa Knudsen
- 1963 : Drums of Africa (en) : Ruth Knight
- 1964 : Pas de printemps pour Marnie (Marnie) : Susan Clabon
- 1969 : The Vendors : prostituée
- 1969 : Les Naufragés de l'espace (Marooned) : Betty Lloyd
- 1970 : Barquero : Anna Hall
- 1971 : The Return of Count Yorga : Cynthia Nelson
- 1972 : Alerte à la bombe (Skyjacked) : Harriet Stevens
- 1972 : La Chevauchée des sept mercenaires (The Magnificent Seven Ride!) de George McCowan : Arilla Adams
- 1974 : Nightmare at 43 Hillcrest : Sharon Reischauer
- 1978 : A Rainy Day : Stephanie Carter
- 1981 : Improper Channels (en) d'Eric Till : Diana Martley
- 1982 : O'Hara's Wife : Harry O’Hara
- 1988 : 1969 : Jessie
- 1992 : L'Homme d'Encino (Encino Man) : Mrs. Morgan
- 1996 : Snitch : Kinnison
- 1999 : Kismet : la mère
- 2003 : Baggage : Emily Wade

### Télévision

#### Séries télévisées
- 1962 : Stoney Burke (saison 1, épisode 12) : Laura Grayson
- 1963 : Le Jeune Docteur Kildare (saison 2, épisode 22) : Ellen Hendricks
- 1963 : Ben Casey (saison 2, épisode 25) : Julie Carr
- 1963 : Les Voyages de Jaimie McPheeters (saison 1, épisode 13) : Hagar Menifee
- 1963 : Channing (saison 1, épisode 12) : Evelyn Crown
- 1963-1972 : Gunsmoke :
  - 1963 : (saison 8, épisode 19) : Clarey
  - 1964 : (saison 10, épisode 10) : Ellie
  - 1971 : (saison 17, épisode 2) : Kate Hume
  - 1972 : (saison 18, épisode 4) : Fiona Gideon
- 1963/1964 : Breaking Point (épisodes 1x06 / 1x20) : Betty Lorimer / Lee Brandt
- 1964 : La Quatrième Dimension (saison 5, épisode 15 Un lointain lendemain) : Sandra Horn
- 1964 : Le Virginien (épisodes 2x19 / 3x05) : Maria Peterson / Kate Andrews
- 1964 : My Three Sons (saison 5, épisodes 4 & 5) : Mary Kathleen Connolly
- 1965 : Peyton Place : Dr Claire Morton
- 1965-1968 : Les Aventuriers du Far West :
  - 1965 : (saison 14, épisode 13) : Jessica Scott
  - 1967 : (saison 16, épisode 8) : Sister Blandina
  - 1968 : (saison 16, épisode 15) : Cynthia Fallon
  - 1968 : (saison 17, épisode 8) : Tiger Lil / Miss Millett
- 1965-1971 : Bonanza :
  - 1965 : (saison 6, épisode 24) : Barbara Scott
  - 1968 : (saison 10, épisode 9) : Mamyope / Alicia Purcell
  - 1970 : (saison 11, épisode 19) : Jennifer Carlis
  - 1971 : (saison 13, épisode 10) : Miss Lola Fairmont
- 1966 : Jesse James (saison 1, épisode 34) : Polly Dockery
- 1966-1967 : The Hero (16 épisodes) : Ruth Garret
- 1967 : He & She (saison 1, épisode 11) : Dorothy Webb
- 1968 : Judd for the Defense (saison 1, épisode 19) : Erica Cosgrove
- 1968 : Cimarron (saison 1, épisode 20) : Jessica Cabot
- 1968/1970 : Daniel Boone (épisodes 5x09 / 6x13) : Millie Boyd / Sister Cecilia
- 1969 : The Outsider (saison 1, épisode 14) : Mary Smith
- 1969 : Star Trek (saison 3, épisode 23 Le Passé) : Zarabeth
- 1970 : Love, American Style (saison 1, épisode 14) : Ruth Dabb
- 1970 : Docteur Marcus Welby (saison 2, épisode 11) : Maggie Lynch
- 1970 : Sur la piste du crime (saison 6, épisode 9) : Jessica Bowling
- 1970 : Insight : Lynn
- 1971 : Sam Cade (saison 1, épisode 7) : Frances Pilgrim
- 1972 : Mannix (saison 5, épisode 24) : Nurse Cara Guild
- 1972 : Le sixième sens (saison 1, épisode 9) : Prof. Diana Parker / Terry Parker
- 1972 : The Delphi Bureau (en) (saison 1, épisode 3) : Sarah Bowmont
- 1972 : Ghost Story (saison 1, épisode 9) : Sheila Conway
- 1972 : The Bold Ones: The New Doctors (saison 4, épisode 10) : Helen Burke
- 1973 : Le Monde merveilleux de Disney (saison 19, épisodes 11 & 12) : Marsha Booth
- 1973 : Sur la piste du crime (saison 8, épisode 20) : Doe Riley
- 1973 : The Bob Newhart Show (saison 2, épisode 6) : Marilyn Dietz
- 1973 : Emergency! (saison 3, épisode 10) : Vera Mannering
- 1973 : Owen Marshall, Counselor at Law (saison 3, épisode 10) : Roberta Laughlin
- 1973 : Les Rues de San Francisco (saison 2, épisode 10) : Officier Andrea McCormick
- 1974 : Gunsmoke (saison 19, épisode 19) : Ellie Talley
- 1974 : The Wide World of Mystery (épisodes Tight as a Drum / Nightmare at 43 Hillcrest) : Kaleta Wilson / Sharon Reischauer
- 1974 : Paul Sand in Friends and Lovers (saison 1, épisode 7) : Sandra
- 1974 : Les Rues de San Francisco (saison 3, épisode 9) : Bonnie Harris
- 1974 : Columbo : Édition tragique (Publish or Perish) (saison 3, épisode 5) : Eileen McRae
- 1974 : Barnaby Jones (épisodes 2x23 ; 3x08) : Vanessa Stevenson / Kohlmeyer ; Carolyn Lacey
- 1975 : Un shérif à New York (saison 5, épisode 7) : Ann Lassiter
- 1975 : Insight : Elise
- 1976 : La Petite Maison dans la prairie (The House on the Prairie) (saison 2, épisode 19) : Elizabeth Turmond
- 1976 : Sur la piste des Cheyennes (saison 1, épisode 3) : Vay
- 1976 : Section contre-enquête (saison 1, épisode 3) : Lt. Ruth Massey
- 1977 : Sergent Anderson (saison 3, épisode 14) : Gloria Turner
- 1977 : Delvecchio (saison 1, épisode 13) : Angela Atkins
- 1977 : Kingston: Confidential (saison 1, épisode 1) : Kathleen Morgan
- 1977 : Columbo : Le Mystère de la chambre forte (Try and Catch Me) (saison 7, épisode 1) : Veronica
- 1978 : L'âge de cristal (saison 1, épisode 10) : Ariana
- 1978 : The Oregon Trail (saison 1, épisode 13) : Susan White
- 1978 : L'incroyable Hulk (saison 2, épisode 1) : Dr Carolyn Fields
- 1978 : M.A.S.H. (saison 7, épisode 16) : Dr Inga
- 1979 : Stone (saison 1, épisode 1) : Mme Diane Stone
- 1979 : Deux cent dollars plus les frais (saison 6, épisode 1) : Althea Morgan
- 1983 : La croisière s'amuse (saison 7, épisodes 7 & 8) : Martha Chambers
- 1983-1984 : Goodnight, Beantown (18 épisodes) : Jennifer Barnes
- 1985 : The Greatest Adventure: Stories from the Bible (saison 1, épisode 5) : Rahab (voix)
- 1990-1991 : WIOU (16 épisodes) : Liz McVay
- 1992 : Arabesque (saison 8, épisode 6) : Susan Lindsay
- 1994 : Nord et Sud 3 (Heaven & Hell: North & South, Book III) (mini-série) : Prudence
- 1995 : Courthouse (saison 1, épisode 11) : Juge Katherine Wilkes
- 1995-2015 : Wild About Animals : l’hôtesse
- 1996 : Caroline in the City (saison 1, épisode 13) : Margaret Duffy
- 1998 : Conan (saison 1, épisode 22) : Queen Veeta
- 1998 : Faits l'un pour l'autre (8 épisodes) : Ellen Cornell
- 1999 : The Brothers Flub (16 épisodes) : Voix additionnelles
- 1999 : Destins croisés (saison 1, épisode 9) : Brooke Canby / Janet Bryant
- 1999-2001 : On ne vit qu'une fois (One Life to Live) : sœur Mary Daniel
- 2000 : Nash Bridges (saison 6, épisode 5) : Libby
- 2001 : Healthy Solutions with Mariette Hartley : présentatrice
- 2001 : Kate Brasher (saison 1, épisode 2) : Gloria Raskin
- 2003-2011 : New York, unité spéciale (6 épisodes) : Lorna Scarry
- 2005 : NCIS : Enquêtes spéciales (saison 2, épisode 22) : Hanna Lowell
- 2007 : Dirt (saison 1, épisodes 4 & 8) : Dorothy Spiller
- 2008 : Saving Grace (saison 2, épisode 7) : Emily Jane Ada
- 2008 : Grey's Anatomy (saison 5, épisodes 1 & 2) : Betty Kenner
- 2008 : Cold Case : Affaires classées (saison 6, épisode 11) : Gloria Flagstone '08
- 2009 : The Cleaner (saison 2, épisode 1) : Jane O'Hara
- 2011 : Big Love (saison 5, épisode 2) : Major
- 2013 : Mentalist (saison 5, épisode 15) : Elise Vogelsong
- 2014-2015 : The Comeback Kids (saison 1, épisodes 2, 7, 8 & 9) : Richie's Mom
- 2014-2018 : Fireside Chat with Esther :
  - 2014 : (saison 1, épisode 8) : April
  - 2015 : (saison 2, épisode 1) : Marie Antoinette
  - 2015 et 2016 : (épisodes 2x06 et 3x01) : Lady Antonia
  - 2016 : (saison 3, épisode 2) : Miriam
  - 2016 : (saison 3, épisode 3) : Madamme du Barry
  - 2017 : (saison 4, épisode 2) : Mammy
  - 2017 : (saison 4, épisode 3) : April, Duchess of Würtemheim
  - 2017 : (saison 4, épisode 5) : Lilibet
  - 2018 : (saison 5, épisode 1) : Countess of Maryland
- 2018 : 9-1-1 : Patricia Clark

#### Téléfilms
- 1971 : Earth II : Lisa Karger
- 1972 : Sandcastles : Sarah
- 1973 : Mystery in Dracula's Castle : Marsha Booth
- 1973 : Genesis II : Lyra-a
- 1976 : The Killer Who Wouldn't Die : Heather McDougall
- 1977 : The African Queen : Rose Sayer
- 1977 : The Last Hurrah (en) : Clare Gardiner
- 1979 : Exécutions sommaires (Stone) : Dianne Stone
- 1979 : The Halloween That Almost Wasn't (en) : Winnie the Witch
- 1980 : The Love Tapes : Barbara Welles
- 1980 : The Secret War of Jackie's Girls : Jackie
- 1981 : Cauchemar (No Place to Hide) : Adele Manning
- 1982 : Drop-Out Father : Katherine McCall
- 1983 : Le Combat de Candy Lightner (M.A.D.D.: Mothers Against Drunk Drivers) : Candy Lightner
- 1984 : Silence of the Heart : Barbara Lewis
- 1986 : Un type formidable (One Terrific Guy) : Mme Burton
- 1986 : Détours amoureux (My Two Loves) de Noel Black : Gail Springer
- 1989 : Meurtre aux Bahamas Passion and Paradise d'Harvey Hart : Lady Eunice Oakes
- 1990 : Murder C.O.D. : Sally Kramer
- 1992 : Diagnostic : Meurtre (Diagnosis Murder) : Kate Hamilton
- 1992 : The House on Sycamore Street (en) : Kate Hamilton
- 1992 : L'Enfant de la colère (Child of Rage) : Dr Rosemary Myers
- 1993 : Perry Mason (épisode The Case of the Telltale Talk Show Host) : Dr Sheila Carlin
- 1995 : 767 en détresse (Falling from the Sky: Flight 174) : Beth Pearson
- 2004 : Un amour de Noël (Single Santa Seeks Mrs. Claus) : Joanna
- 2005 : Meet the Santas : Joanna
- 2007 : L'Amour à l'horizon (Love Is a Four Letter Word) : Audrey
- 2020 : Ma fille, rattrapée par son passé (Escaping My Stalker) de Linden Ashby : Marnie

## Récompenses et nominations

### Récompenses
- Emmy Award de la meilleure actrice dans une série dramatique pour Hulk revient en 1978